# Grupo Vocal BR6
O Grupo Vocal BR6 é um grupo a cappella carioca formado por seis cantores: Crismarie Hackenberg (mezzo), Deco Fiori (tenor), Marcelo Caldi (tenor), Augusto Ordine (barítono), Simô (baixo) e Naife Simões (percussão vocal). As canções interpretadas pelo grupo, formado por professores, músicos e arranjadores em atividade no Rio de Janeiro, são executadas sem a ajuda de instrumentos. 
Em 2004, o primeiro disco do grupo, "MPB a Cappella", foi lançado nos EUA pelo selo "Primarily A Cappella". Na premiação The Contemporary A Cappella Recording Award 2005, considerado como o Grammy da música a cappella, concedido anualmente pela CASA (The Contemporary A Cappella Society), organização mundial de música a cappella, recebeu dois prêmios: melhor disco do ano na categoria "Folk/World Album" e com a melhor música do ano ("Disfarça e Chora", de Cartola e Dalmo Castello), na categoria Folk/World Song. "MPB a Cappella" foi lançado no Brasil pela gravadora Biscoito Fino.
Em 2008, o BR6 voltou a receber o prêmio, desta vez na categoria "Best Jazz Album", pelo disco "Here to Stay – Gershwin & Jobim". O CD foi gravado entre setembro de 2006 e janeiro de 2007 e lançado nos EUA em 2007 numa realização da "NuVision Music & Film". No Brasil, o CD foi lançado pela Biscoito Fino em abril de 2008, com uma música-bônus, a versão a cappella de "Chovendo na Roseira", incluída na trilha sonora da novela Ciranda de Pedra (2008), da Rede Globo.